# Zenon Krzeszowski
Zenon Krzeszowski (ur. 7 marca 1949 w Krynkach, zm. 3 stycznia 2022 w Końskich) – polski samorządowiec, ekonomista i chemik, w latach 1994–1998 prezydent Starachowic.

## Życiorys
Ma wykształcenie wyższe ekonomiczne i chemiczne, studiował na Uniwersytecie Warszawskim. Do Starachowic przyjechał na staż, a następnie tam zamieszkał. Pracował jako technolog i kierownik działu w Fabryce Samochodów Ciężarowych „Star”, skąd zwolniono go w 1990. Później pracował jako mechanik samochodowy i w Zakładzie Energetyki Cieplnej w Starachowicach.
W latach 90. wstąpił do Sojuszu Lewicy Demokratycznej. Przez trzy kadencje zasiadał w radzie miejskiej Starachowic (mandat objął w trakcie kadencji 1990–1994). Od 1994 do 1998 roku pełnił funkcję prezydenta miasta. Kierował także miejskimi strukturami SLD, jednak tej funkcji pozbawił go Andrzej Jagiełło. W 2000 wystąpił z partii w proteście przeciwko metodom zarządzania Jagiełły. W 2002 zorganizował własny komitet startujący do rady miasta i kandydował na prezydenta (przegrał w drugiej turze z Sylwestrem Kwietniem, zdobywając 31,88% głosów. Zaangażował się następnie w tworzenie struktur Demokratycznej Partii Lewicy.
Później pracował w Zakładzie Aktywności Zawodowej, następnie przeszedł na emeryturę. W 2010 z ramienia Polskiego Stronnictwa Ludowego (jako bezpartyjny) ubiegał się o prezydenturę Starachowic i mandat w radzie miejskiej. Zajął wówczas ostatnie, piąte miejsce. W 2018 kandydował ponownie z ramienia komitetu Marka Materka. Działał w Towarzystwie Przyjaciół Starachowic oraz w stowarzyszeniu „Eko-Serce”.
W 1996 odznaczony Srebrnym Krzyżem Zasługi.
Zmarł w szpitalu w Końskich 3 stycznia 2022, pochowany 11 stycznia 2022 na cmentarzu komunalnym w Starachowicach.